# Clasificación para la Eurocopa 2000
La clasificación para la Eurocopa 2000, que se disputó en el verano de 2000 en Bélgica y en los Países Bajos, tuvo lugar en 1998 y en 1999. Participaron cuarenta y nueve selecciones, encuadradas en nueve grupos. Todas las selecciones jugaron contra todos los equipos de su grupo como local y como visitante. El ganador de cada grupo y el mejor segundo se clasificaron automáticamente para la fase final. Las otras ocho selecciones que acabaron en segundo lugar en su grupo disputaron una eliminatoria adicional a doble partido para decidir las cuatro plazas restantes.
Bélgica y Países Bajos se clasificaron automáticamente por ser las organizadoras de la competición.
Los equipos quedaron encuadrados en los siguientes grupos:
| Grupo 1     | Grupo 2   | Grupo 3           | Grupo 4  | Grupo 5    |
| ----------- | --------- | ----------------- | -------- | ---------- |
| Bielorrusia | Albania   | Alemania          | Andorra  | Bulgaria   |
| Dinamarca   | Eslovenia | Finlandia         | Armenia  | Inglaterra |
| Gales       | Georgia   | Irlanda del Norte | Francia  | Luxemburgo |
| Italia      | Grecia    | Moldavia          | Islandia | Polonia    |
| Suiza       | Letonia   | Turquía           | Rusia    | Suecia     |
|             | Noruega   |                   | Ucrania  |            |

| Grupo 6    | Grupo 7       | Grupo 8         | Grupo 9            |
| ---------- | ------------- | --------------- | ------------------ |
| Austria    | Azerbaiyán    | Croacia         | Bosnia-Herzegovina |
| Chipre     | Eslovaquia    | Irlanda         | Escocia            |
| España     | Hungría       | Macedonia       | Estonia            |
| Israel     | Liechtenstein | Malta           | Islas Feroe        |
| San Marino | Portugal      | R.F. Yugoslavia | Lituania           |
|            | Rumania       |                 | República Checa    |

## Resultados

### Grupo 1
| Pos. | Equipo      | Pts. | PJ | G | E | P | GF | GC | Dif. | Clasificación |     | Bandera de Italia | Bandera de Dinamarca | Bandera de Suiza | Bandera de Gales | Bandera de Bielorrusia |
| ---- | ----------- | ---- | -- | - | - | - | -- | -- | ---- | ------------- | --- | ----------------- | -------------------- | ---------------- | ---------------- | ---------------------- |
| 1    | Italia      | 15   | 8  | 4 | 3 | 1 | 13 | 5  | +8   | Eurocopa 2000 |     | —                 | 2–3                  | 2–0              | 4–0              | 1–1                    |
| 2    | Dinamarca   | 14   | 8  | 4 | 2 | 2 | 11 | 8  | +3   | Play-offs     |     | 1–2               | —                    | 2–1              | 1–2              | 1–0                    |
| 3    | Suiza       | 14   | 8  | 4 | 2 | 2 | 9  | 5  | +4   |               |     | 0–0               | 1–1                  | —                | 2–0              | 2–0                    |
| 4    | Gales       | 9    | 8  | 3 | 0 | 5 | 7  | 16 | −9   |               | 0–2 | 0–2               | 0–2                  | —                | 3–2              |                        |
| 5    | Bielorrusia | 3    | 8  | 0 | 3 | 5 | 4  | 10 | −6   |               | 0–0 | 0–0               | 0–1                  | 1–2              | —                |                        |

 Fuente: 
Dinamarca clasificó por encima de Suiza, por la regla de los partidos entre ambos: 3-2 en el global para los daneses.
| Fecha                   | Lugar      |             |                        | Resultado |                        |             |
| ----------------------- | ---------- | ----------- | ---------------------- | --------- | ---------------------- | ----------- |
| 5 de septiembre de 1998 | Minsk      | Bielorrusia | Bandera de Bielorrusia | 0:0       | Bandera de Dinamarca   | Dinamarca   |
| 5 de septiembre de 1998 | Liverpool  | Gales       | Bandera de Gales       | 1:2 (0:1) | Bandera de Italia      | Italia      |
| 10 de octubre de 1998   | Udine      | Italia      | Bandera de Italia      | 2:0 (1:0) | Bandera de Suiza       | Suiza       |
| 10 de octubre de 1998   | Copenhague | Dinamarca   | Bandera de Dinamarca   | 0:2 (0:0) | Bandera de Gales       | Gales       |
| 14 de octubre de 1998   | Cardiff    | Gales       | Bandera de Gales       | 3:2 (1:1) | Bandera de Bielorrusia | Bielorrusia |
| 14 de octubre de 1998   | Zúrich     | Suiza       | Bandera de Suiza       | 1:1 (0:0) | Bandera de Dinamarca   | Dinamarca   |
| 27 de marzo de 1999     | Minsk      | Bielorrusia | Bandera de Bielorrusia | 0:1 (0:0) | Bandera de Suiza       | Suiza       |
| 27 de marzo de 1999     | Copenhague | Dinamarca   | Bandera de Dinamarca   | 1:2 (0:1) | Bandera de Italia      | Italia      |
| 31 de marzo de 1999     | Zúrich     | Suiza       | Bandera de Suiza       | 2:0 (1:0) | Bandera de Gales       | Gales       |
| 31 de marzo de 1999     | Ancona     | Italia      | Bandera de Italia      | 1:1 (1:1) | Bandera de Bielorrusia | Bielorrusia |
| 5 de junio de 1999      | Copenhague | Dinamarca   | Bandera de Dinamarca   | 1:0 (1:0) | Bandera de Bielorrusia | Bielorrusia |
| 5 de junio de 1999      | Bolonia    | Italia      | Bandera de Italia      | 4:0 (2:0) | Bandera de Gales       | Gales       |
| 9 de junio de 1999      | Liverpool  | Gales       | Bandera de Gales       | 0:2 (0:0) | Bandera de Dinamarca   | Dinamarca   |
| 9 de junio de 1999      | Lausana    | Suiza       | Bandera de Suiza       | 0:0       | Bandera de Italia      | Italia      |
| 4 de septiembre de 1999 | Minsk      | Bielorrusia | Bandera de Bielorrusia | 1:2 (1:1) | Bandera de Gales       | Gales       |
| 4 de septiembre de 1999 | Copenhague | Dinamarca   | Bandera de Dinamarca   | 2:1 (1:0) | Bandera de Suiza       | Suiza       |
| 8 de septiembre de 1999 | Lausana    | Suiza       | Bandera de Suiza       | 2:0 (0:0) | Bandera de Bielorrusia | Bielorrusia |
| 8 de septiembre de 1999 | Nápoles    | Italia      | Bandera de Italia      | 2:3 (2:1) | Bandera de Dinamarca   | Dinamarca   |
| 9 de octubre de 1999    | Wrexham    | Gales       | Bandera de Gales       | 0:2 (0:1) | Bandera de Suiza       | Suiza       |
| 9 de octubre de 1999    | Minsk      | Bielorrusia | Bandera de Bielorrusia | 0:0       | Bandera de Italia      | Italia      |

### Grupo 2
| Pos. | Equipo    | Pts. | PJ | G | E | P | GF | GC | Dif. | Clasificación |     | Bandera de Noruega | Bandera de Eslovenia | Bandera de Grecia | Bandera de Letonia | Bandera de Albania | Bandera de Georgia |
| ---- | --------- | ---- | -- | - | - | - | -- | -- | ---- | ------------- | --- | ------------------ | -------------------- | ----------------- | ------------------ | ------------------ | ------------------ |
| 1    | Noruega   | 25   | 10 | 8 | 1 | 1 | 21 | 9  | +12  | Eurocopa 2000 |     | —                  | 4–0                  | 1–0               | 1–3                | 2–2                | 1–0                |
| 2    | Eslovenia | 17   | 10 | 5 | 2 | 3 | 14 | 17 | −3   | Play-offs     |     | 1–2                | —                    | 0–3               | 1–0                | 2–0                | 2–1                |
| 3    | Grecia    | 15   | 10 | 4 | 3 | 3 | 8  | 15 | −7   |               |     | 0–2                | 2–2                  | —                 | 1–2                | 2–0                | 3–0                |
| 4    | Letonia   | 13   | 10 | 3 | 4 | 3 | 12 | 13 | −1   |               | 1–2 | 1–2                | 0–0                  | —                 | 0–0                | 1–0                |                    |
| 5    | Albania   | 7    | 10 | 1 | 4 | 5 | 8  | 14 | −6   |               | 1–2 | 0–1                | 0–0                  | 3–3               | —                  | 2–1                |                    |
| 6    | Georgia   | 5    | 10 | 1 | 2 | 7 | 8  | 18 | −10  |               | 1–4 | 1–1                | 1–2                  | 2–2               | 1–0                | —                  |                    |

 Fuente: 
| Fecha                   | Lugar     |           |                      | Resultado |                      |           |
| ----------------------- | --------- | --------- | -------------------- | --------- | -------------------- | --------- |
| 5 de septiembre de 1998 | Tiflis    | Georgia   | Bandera de Georgia   | 1:0 (0:0) | Bandera de Albania   | Albania   |
| 6 de septiembre de 1998 | Atenas    | Grecia    | Bandera de Grecia    | 2:2 (0:1) | Bandera de Eslovenia | Eslovenia |
| 6 de septiembre de 1998 | Oslo      | Noruega   | Bandera de Noruega   | 1:3 (1:1) | Bandera de Letonia   | Letonia   |
| 10 de octubre de 1998   | Liepaja   | Letonia   | Bandera de Letonia   | 1:0 (1:0) | Bandera de Georgia   | Georgia   |
| 10 de octubre de 1998   | Liubliana | Eslovenia | Bandera de Eslovenia | 1:2 (1:1) | Bandera de Noruega   | Noruega   |
| 14 de octubre de 1998   | Atenas    | Grecia    | Bandera de Grecia    | 3:0 (3:0) | Bandera de Georgia   | Georgia   |
| 14 de octubre de 1998   | Oslo      | Noruega   | Bandera de Noruega   | 2:2 (0:1) | Bandera de Albania   | Albania   |
| 14 de octubre de 1998   | Maribor   | Eslovenia | Bandera de Eslovenia | 1:0 (0:0) | Bandera de Letonia   | Letonia   |
| 18 de noviembre de 1998 | Tirana    | Albania   | Bandera de Albania   | 0:0       | Bandera de Grecia    | Albania   |
| 27 de marzo de 1999     | Atenas    | Grecia    | Bandera de Grecia    | 0:2 (0:1) | Bandera de Noruega   | Noruega   |
| 27 de marzo de 1999     | Tiflis    | Georgia   | Bandera de Georgia   | 1:1 (1:0) | Bandera de Eslovenia | Eslovenia |
| 31 de marzo de 1999     | Liepaja   | Letonia   | Bandera de Letonia   | 0:0       | Bandera de Grecia    | Grecia    |
| 28 de abril de 1999     | Liepaja   | Letonia   | Bandera de Letonia   | 0:0       | Bandera de Albania   | Albania   |
| 28 de abril de 1999     | Tiflis    | Georgia   | Bandera de Georgia   | 1:4 (0:4) | Bandera de Noruega   | Noruega   |
| 30 de mayo de 1999      | Oslo      | Noruega   | Bandera de Noruega   | 1:0 (1:0) | Bandera de Georgia   | Georgia   |
| 5 de junio de 1999      | Tirana    | Albania   | Bandera de Albania   | 1:2 (1:1) | Bandera de Noruega   | Noruega   |
| 5 de junio de 1999      | Liepaja   | Letonia   | Bandera de Letonia   | 1:2 (1:2) | Bandera de Eslovenia | Eslovenia |
| 5 de junio de 1999      | Tiflis    | Georgia   | Bandera de Georgia   | 1:2 (0:0) | Bandera de Grecia    | Grecia    |
| 9 de junio de 1999      | Tirana    | Albania   | Bandera de Albania   | 0:1 (0:1) | Bandera de Eslovenia | Eslovenia |
| 9 de junio de 1999      | Atenas    | Grecia    | Bandera de Grecia    | 1:2 (1:1) | Bandera de Letonia   | Letonia   |
| 18 de agosto de 1999    | Liubliana | Eslovenia | Bandera de Eslovenia | 2:0 (0:0) | Bandera de Albania   | Albania   |
| 4 de septiembre de 1999 | Oslo      | Noruega   | Bandera de Noruega   | 1:0 (1:0) | Bandera de Grecia    | Grecia    |
| 4 de septiembre de 1999 | Tirana    | Albania   | Bandera de Albania   | 3:3 (1:1) | Bandera de Letonia   | Letonia   |
| 4 de septiembre de 1999 | Liubliana | Eslovenia | Bandera de Eslovenia | 2:1 (0:0) | Bandera de Georgia   | Georgia   |
| 8 de septiembre de 1999 | Tiflis    | Georgia   | Bandera de Georgia   | 2:2 (1:0) | Bandera de Letonia   | Letonia   |
| 8 de septiembre de 1999 | Oslo      | Noruega   | Bandera de Noruega   | 4:0 (3:0) | Bandera de Eslovenia | Eslovenia |
| 6 de octubre de 1999    | Atenas    | Grecia    | Bandera de Grecia    | 2:0 (1:0) | Bandera de Albania   | Albania   |
| 9 de octubre de 1999    | Maribor   | Eslovenia | Bandera de Eslovenia | 0:3 (0:2) | Bandera de Grecia    | Grecia    |
| 9 de octubre de 1999    | Tirana    | Albania   | Bandera de Albania   | 2:1 (2:0) | Bandera de Georgia   | Georgia   |
| 9 de octubre de 1999    | Liepaja   | Letonia   | Bandera de Letonia   | 1:2 (0:0) | Bandera de Noruega   | Noruega   |

### Grupo 3
| Pos. | Equipo            | Pts. | PJ | G | E | P | GF | GC | Dif. | Clasificación |     | Bandera de Alemania | Bandera de Turquía | Bandera de Finlandia | Bandera de Irlanda del Norte | Bandera de Moldavia |
| ---- | ----------------- | ---- | -- | - | - | - | -- | -- | ---- | ------------- | --- | ------------------- | ------------------ | -------------------- | ---------------------------- | ------------------- |
| 1    | Alemania          | 19   | 8  | 6 | 1 | 1 | 20 | 4  | +16  | Eurocopa 2000 |     | —                   | 0–0                | 2–0                  | 4–0                          | 6–1                 |
| 2    | Turquía           | 17   | 8  | 5 | 2 | 1 | 15 | 6  | +9   | Play-offs     |     | 1–0                 | —                  | 1–3                  | 3–0                          | 2–0                 |
| 3    | Finlandia         | 10   | 8  | 3 | 1 | 4 | 13 | 13 | 0    |               |     | 1–2                 | 2–4                | —                    | 4–1                          | 3–2                 |
| 4    | Irlanda del Norte | 5    | 8  | 1 | 2 | 5 | 4  | 19 | −15  |               | 0–3 | 0–3                 | 1–0                | —                    | 2–2                          |                     |
| 5    | Moldavia          | 4    | 8  | 0 | 4 | 4 | 7  | 17 | −10  |               | 1–3 | 1–1                 | 0–0                | 0–0                  | —                            |                     |

 Fuente: 
| Fecha                   | Lugar      |                   |                              | Resultado |                              |                   |
| ----------------------- | ---------- | ----------------- | ---------------------------- | --------- | ---------------------------- | ----------------- |
| 5 de septiembre de 1998 | Helsinki   | Finlandia         | Bandera de Finlandia         | 3:2 (2:2) | Bandera de Moldavia          | Moldavia          |
| 5 de septiembre de 1998 | Estambul   | Turquía           | Bandera de Turquía           | 3:0 (1:0) | Bandera de Irlanda del Norte | Irlanda del Norte |
| 10 de octubre de 1998   | Belfast    | Irlanda del Norte | Bandera de Irlanda del Norte | 1:0 (1:0) | Bandera de Finlandia         | Finlandia         |
| 10 de octubre de 1998   | Bursa      | Turquía           | Bandera de Turquía           | 1:0 (0:0) | Bandera de Alemania          | Alemania          |
| 14 de octubre de 1998   | Chisináu   | Moldavia          | Bandera de Moldavia          | 1:3 (1:3) | Bandera de Alemania          | Alemania          |
| 14 de octubre de 1998   | Estambul   | Turquía           | Bandera de Turquía           | 1:3 (0:1) | Bandera de Finlandia         | Finlandia         |
| 18 de noviembre de 1998 | Belfast    | Irlanda del Norte | Bandera de Irlanda del Norte | 2:2 (0:1) | Bandera de Moldavia          | Moldavia          |
| 27 de marzo de 1999     | Belfast    | Irlanda del Norte | Bandera de Irlanda del Norte | 0:3 (0:2) | Bandera de Alemania          | Alemania          |
| 27 de marzo de 1999     | Estambul   | Turquía           | Bandera de Turquía           | 2:0 (1:0) | Bandera de Moldavia          | Moldavia          |
| 31 de marzo de 1999     | Chisináu   | Moldavia          | Bandera de Moldavia          | 0:0       | Bandera de Irlanda del Norte | Irlanda del Norte |
| 31 de marzo de 1999     | Núremberg  | Alemania          | Bandera de Alemania          | 2:0 (2:0) | Bandera de Finlandia         | Finlandia         |
| 4 de junio de 1999      | Leverkusen | Alemania          | Bandera de Alemania          | 6:1 (3:0) | Bandera de Moldavia          | Moldavia          |
| 5 de junio de 1999      | Helsinki   | Finlandia         | Bandera de Finlandia         | 2:4 (2:2) | Bandera de Turquía           | Turquía           |
| 9 de junio de 1999      | Chisináu   | Moldavia          | Bandera de Moldavia          | 0:0       | Bandera de Finlandia         | Finlandia         |
| 4 de septiembre de 1999 | Belfast    | Irlanda del Norte | Bandera de Irlanda del Norte | 0:3 (0:1) | Bandera de Turquía           | Turquía           |
| 4 de septiembre de 1999 | Helsinki   | Finlandia         | Bandera de Finlandia         | 1:2 (0:2) | Bandera de Alemania          | Alemania          |
| 8 de septiembre de 1999 | Dortmund   | Alemania          | Bandera de Alemania          | 4:0 (4:0) | Bandera de Irlanda del Norte | Irlanda del Norte |
| 8 de septiembre de 1999 | Chisináu   | Moldavia          | Bandera de Moldavia          | 1:1 (1:0) | Bandera de Turquía           | Turquía           |
| 9 de octubre de 1999    | Helsinki   | Finlandia         | Bandera de Finlandia         | 4:1 (1:0) | Bandera de Irlanda del Norte | Irlanda del Norte |
| 9 de octubre de 1999    | Múnich     | Alemania          | Bandera de Alemania          | 0:0       | Bandera de Turquía           | Turquía           |

### Grupo 4
| Pos. | Equipo   | Pts. | PJ | G | E | P  | GF | GC | Dif. | Clasificación |     | Bandera de Francia | Bandera de Ucrania | Bandera de Rusia | Bandera de Islandia | Bandera de Armenia | Bandera de Andorra |
| ---- | -------- | ---- | -- | - | - | -- | -- | -- | ---- | ------------- | --- | ------------------ | ------------------ | ---------------- | ------------------- | ------------------ | ------------------ |
| 1    | Francia  | 21   | 10 | 6 | 3 | 1  | 17 | 10 | +7   | Eurocopa 2000 |     | —                  | 0–0                | 2–3              | 3–2                 | 2–0                | 2–0                |
| 2    | Ucrania  | 20   | 10 | 5 | 5 | 0  | 14 | 4  | +10  | Play-offs     |     | 0–0                | —                  | 3–2              | 1–1                 | 2–0                | 4–0                |
| 3    | Rusia    | 19   | 10 | 6 | 1 | 3  | 22 | 12 | +10  |               |     | 2–3                | 1–1                | —                | 1–0                 | 2–0                | 6–1                |
| 4    | Islandia | 15   | 10 | 4 | 3 | 3  | 12 | 7  | +5   |               | 1–1 | 0–1                | 1–0                | —                | 2–0                 | 3–0                |                    |
| 5    | Armenia  | 8    | 10 | 2 | 2 | 6  | 8  | 15 | −7   |               | 2–3 | 0–0                | 0–3                | 0–0              | —                   | 3–1                |                    |
| 6    | Andorra  | 0    | 10 | 0 | 0 | 10 | 3  | 28 | −25  |               | 0–1 | 0–2                | 1–2                | 0–2              | 0–3                 | —                  |                    |

 Fuente: 
| Fecha                   | Lugar            |          |                     | Resultado |                     |          |
| ----------------------- | ---------------- | -------- | ------------------- | --------- | ------------------- | -------- |
| 5 de septiembre de 1998 | Ereván           | Armenia  | Bandera de Armenia  | 3:1 (1:0) | Bandera de Andorra  | Andorra  |
| 5 de septiembre de 1998 | Reikiavik        | Islandia | Bandera de Islandia | 1:1 (1:1) | Bandera de Francia  | Francia  |
| 5 de septiembre de 1998 | Kiev             | Ucrania  | Bandera de Ucrania  | 3:2 (2:0) | Bandera de Rusia    | Rusia    |
| 10 de octubre de 1998   | Andorra la Vieja | Andorra  | Bandera de Andorra  | 0:2 (0:2) | Bandera de Ucrania  | Ucrania  |
| 10 de octubre de 1998   | Ereván           | Armenia  | Bandera de Armenia  | 0:0       | Bandera de Islandia | Islandia |
| 10 de octubre de 1998   | Moscú            | Rusia    | Bandera de Rusia    | 2:3 (1:2) | Bandera de Francia  | Francia  |
| 14 de octubre de 1998   | Reikiavik        | Islandia | Bandera de Islandia | 1:0 (0:0) | Bandera de Rusia    | Rusia    |
| 14 de octubre de 1998   | Kiev             | Ucrania  | Bandera de Ucrania  | 2:0 (1:0) | Bandera de Armenia  | Armenia  |
| 14 de octubre de 1998   | París            | Francia  | Bandera de Francia  | 2:0(0:0)  | Bandera de Andorra  | Andorra  |
| 27 de marzo de 1999     | Andorra la Vieja | Andorra  | Bandera de Andorra  | 0:2 (0:0) | Bandera de Islandia | Islandia |
| 27 de marzo de 1999     | Ereván           | Armenia  | Bandera de Armenia  | 0:3 (0:1) | Bandera de Rusia    | Rusia    |
| 27 de marzo de 1999     | París            | Francia  | Bandera de Francia  | 0:0       | Bandera de Ucrania  | Ucrania  |
| 31 de marzo de 1999     | Kiev             | Ucrania  | Bandera de Ucrania  | 1:1 (0:0) | Bandera de Islandia | Islandia |
| 31 de marzo de 1999     | Moscú            | Rusia    | Bandera de Rusia    | 6:1 (3:0) | Bandera de Andorra  | Andorra  |
| 31 de marzo de 1999     | París            | Francia  | Bandera de Francia  | 2:0 (2:0) | Bandera de Armenia  | Armenia  |
| 5 de junio de 1999      | Reikiavik        | Islandia | Bandera de Islandia | 2:0 (1:0) | Bandera de Armenia  | Armenia  |
| 5 de junio de 1999      | Kiev             | Ucrania  | Bandera de Ucrania  | 4:0 (2:0) | Bandera de Andorra  | Andorra  |
| 5 de junio de 1999      | París            | Francia  | Bandera de Francia  | 2:3 (0:1) | Bandera de Rusia    | Rusia    |
| 9 de junio de 1999      | Moscú            | Rusia    | Bandera de Rusia    | 1:0 (1:0) | Bandera de Islandia | Islandia |
| 9 de junio de 1999      | Ereván           | Armenia  | Bandera de Armenia  | 0:0       | Bandera de Ucrania  | Ucrania  |
| 9 de junio de 1999      | Barcelona        | Andorra  | Bandera de Andorra  | 0:1 (0:0) | Bandera de Francia  | Francia  |
| 4 de septiembre de 1999 | Reikiavik        | Islandia | Bandera de Islandia | 3:0 (2:0) | Bandera de Andorra  | Andorra  |
| 4 de septiembre de 1999 | Moscú            | Rusia    | Bandera de Rusia    | 2:0 (1:0) | Bandera de Armenia  | Armenia  |
| 4 de septiembre de 1999 | Kiev             | Ucrania  | Bandera de Ucrania  | 0:0       | Bandera de Francia  | Francia  |
| 8 de septiembre de 1999 | Reikiavik        | Islandia | Bandera de Islandia | 0:1 (0:1) | Bandera de Ucrania  | Ucrania  |
| 8 de septiembre de 1999 | Andorra la Vieja | Andorra  | Bandera de Andorra  | 1:2 (1:1) | Bandera de Rusia    | Rusia    |
| 8 de septiembre de 1999 | Ereván           | Armenia  | Bandera de Armenia  | 2:3 (1:1) | Bandera de Francia  | Francia  |
| 9 de octubre de 1999    | Andorra la Vieja | Andorra  | Bandera de Andorra  | 0:3 (0:1) | Bandera de Armenia  | Armenia  |
| 9 de octubre de 1999    | París            | Francia  | Bandera de Francia  | 3:2 (2:0) | Bandera de Islandia | Islandia |
| 9 de octubre de 1999    | Moscú            | Rusia    | Bandera de Rusia    | 1:1 (0:0) | Bandera de Ucrania  | Ucrania  |

### Grupo 5
| Pos. | Equipo     | Pts. | PJ | G | E | P | GF | GC | Dif. | Clasificación |     | Bandera de Suecia | Bandera de Inglaterra | Bandera de Polonia | Bandera de Bulgaria | Bandera de Luxemburgo |
| ---- | ---------- | ---- | -- | - | - | - | -- | -- | ---- | ------------- | --- | ----------------- | --------------------- | ------------------ | ------------------- | --------------------- |
| 1    | Suecia     | 22   | 8  | 7 | 1 | 0 | 10 | 1  | +9   | Eurocopa 2000 |     | —                 | 2–1                   | 2–0                | 1–0                 | 2–0                   |
| 2    | Inglaterra | 13   | 8  | 3 | 4 | 1 | 14 | 4  | +10  | Play-offs     |     | 0–0               | —                     | 3–1                | 0–0                 | 6–0                   |
| 3    | Polonia    | 13   | 8  | 4 | 1 | 3 | 12 | 8  | +4   |               |     | 0–1               | 0–0                   | —                  | 2–0                 | 3–0                   |
| 4    | Bulgaria   | 8    | 8  | 2 | 2 | 4 | 6  | 8  | −2   |               | 0–1 | 1–1               | 0–3                   | —                  | 3–0                 |                       |
| 5    | Luxemburgo | 0    | 8  | 0 | 0 | 8 | 2  | 23 | −21  |               | 0–1 | 0–3               | 2–3                   | 0–2                | —                   |                       |

 Fuente: 

### Grupo 6
| Pos. | Equipo     | Pts. | PJ | G | E | P | GF | GC | Dif. | Clasificación |     | Bandera de España | Bandera de Israel | Bandera de Austria | Bandera de Chipre | Bandera de San Marino |
| ---- | ---------- | ---- | -- | - | - | - | -- | -- | ---- | ------------- | --- | ----------------- | ----------------- | ------------------ | ----------------- | --------------------- |
| 1    | España     | 21   | 8  | 7 | 0 | 1 | 42 | 5  | +37  | Eurocopa 2000 |     | —                 | 3–0               | 9–0                | 8–0               | 9–0                   |
| 2    | Israel     | 13   | 8  | 4 | 1 | 3 | 25 | 9  | +16  | Play-offs     |     | 1–2               | —                 | 5–0                | 3–0               | 8–0                   |
| 3    | Austria    | 13   | 8  | 4 | 1 | 3 | 19 | 20 | −1   |               |     | 1–3               | 1–1               | —                  | 3–1               | 7–0                   |
| 4    | Chipre     | 12   | 8  | 4 | 0 | 4 | 12 | 21 | −9   |               | 3–2 | 3–2               | 0–3               | —                  | 4–0               |                       |
| 5    | San Marino | 0    | 8  | 0 | 0 | 8 | 1  | 44 | −43  |               | 0–6 | 0–5               | 1–4               | 0–1                | —                 |                       |

 Fuente: 

### Grupo 7
| Pos. | Equipo        | Pts. | PJ | G | E | P | GF | GC | Dif. | Clasificación |     | Bandera de Rumania | Bandera de Portugal | Bandera de Eslovaquia | Bandera de Hungría | Bandera de Azerbaiyán | Bandera de Liechtenstein |
| ---- | ------------- | ---- | -- | - | - | - | -- | -- | ---- | ------------- | --- | ------------------ | ------------------- | --------------------- | ------------------ | --------------------- | ------------------------ |
| 1    | Rumania       | 24   | 10 | 7 | 3 | 0 | 25 | 3  | +22  | Eurocopa 2000 |     | —                  | 1–1                 | 0–0                   | 2–0                | 4–0                   | 7–0                      |
| 2    | Portugal      | 23   | 10 | 7 | 2 | 1 | 32 | 4  | +28  | Eurocopa 2000 |     | 0–1                | —                   | 1–0                   | 3–0                | 7–0                   | 8–0                      |
| 3    | Eslovaquia    | 17   | 10 | 5 | 2 | 3 | 12 | 9  | +3   |               |     | 1–5                | 0–3                 | —                     | 0–0                | 3–0                   | 2–0                      |
| 4    | Hungría       | 12   | 10 | 3 | 3 | 4 | 14 | 10 | +4   |               | 1–1 | 1–3                | 0–1                 | —                     | 3–0                | 5–0                   |                          |
| 5    | Azerbaiyán    | 4    | 10 | 1 | 1 | 8 | 6  | 26 | −20  |               | 0–1 | 1–1                | 0–1                 | 0–4                   | —                  | 4–0                   |                          |
| 6    | Liechtenstein | 4    | 10 | 1 | 1 | 8 | 2  | 39 | −37  |               | 0–3 | 0–5                | 0–4                 | 0–0                   | 2–1                | —                     |                          |

 Fuente: 

### Grupo 8
| Pos. | Equipo           | Pts. | PJ | G | E | P | GF | GC | Dif. | Clasificación |     | Bandera de Serbia y Montenegro | Bandera de Irlanda | Bandera de Croacia | Bandera de Macedonia del Norte | Bandera de Malta |
| ---- | ---------------- | ---- | -- | - | - | - | -- | -- | ---- | ------------- | --- | ------------------------------ | ------------------ | ------------------ | ------------------------------ | ---------------- |
| 1    | R. F. Yugoslavia | 17   | 8  | 5 | 2 | 1 | 18 | 8  | +10  | Eurocopa 2000 |     | —                              | 1–0                | 0–0                | 3–1                            | 4–1              |
| 2    | Irlanda          | 16   | 8  | 5 | 1 | 2 | 14 | 6  | +8   | Play-offs     |     | 2–1                            | —                  | 2–0                | 1–0                            | 5–0              |
| 3    | Croacia          | 15   | 8  | 4 | 3 | 1 | 13 | 9  | +4   |               |     | 2–2                            | 1–0                | —                  | 3–2                            | 2–1              |
| 4    | Macedonia        | 8    | 8  | 2 | 2 | 4 | 13 | 14 | −1   |               | 2–4 | 1–1                            | 1–1                | —                  | 4–0                            |                  |
| 5    | Malta            | 0    | 8  | 0 | 0 | 8 | 6  | 27 | −21  |               | 0–3 | 2–3                            | 1–4                | 1–2                | —                              |                  |

 Fuente: 

### Grupo 9
| Pos. | Equipo               | Pts. | PJ | G  | E | P | GF | GC | Dif. | Clasificación |     | Bandera de República Checa | Bandera de Escocia | Bandera de Bosnia y Herzegovina | Bandera de Lituania | Bandera de Estonia | Bandera de Islas Feroe |
| ---- | -------------------- | ---- | -- | -- | - | - | -- | -- | ---- | ------------- | --- | -------------------------- | ------------------ | ------------------------------- | ------------------- | ------------------ | ---------------------- |
| 1    | República Checa      | 30   | 10 | 10 | 0 | 0 | 26 | 5  | +21  | Eurocopa 2000 |     | —                          | 3–2                | 3–0                             | 2–0                 | 4–1                | 2–0                    |
| 2    | Escocia              | 18   | 10 | 5  | 3 | 2 | 15 | 10 | +5   | Play-offs     |     | 1–2                        | —                  | 1–0                             | 3–0                 | 3–2                | 2–1                    |
| 3    | Bosnia y Herzegovina | 11   | 10 | 3  | 2 | 5 | 14 | 17 | −3   |               |     | 1–3                        | 1–2                | —                               | 2–0                 | 1–1                | 1–0                    |
| 4    | Lituania             | 11   | 10 | 3  | 2 | 5 | 8  | 16 | −8   |               | 0–4 | 0–0                        | 4–2                | —                               | 1–2                 | 0–0                |                        |
| 5    | Estonia              | 11   | 10 | 3  | 2 | 5 | 15 | 17 | −2   |               | 0–2 | 0–0                        | 1–4                | 1–2                             | —                   | 5–0                |                        |
| 6    | Islas Feroe          | 3    | 10 | 0  | 3 | 7 | 4  | 17 | −13  |               | 0–1 | 1–1                        | 2–2                | 0–1                             | 0–2                 | —                  |                        |

 Fuente: 

### Tabla de segundos puestos
Solo se contaron los partidos que disputaron los segundos contra el primero, tercero y cuarto de su grupo.
| Pos. | Grp. | Equipo     | Pts. | PJ | G | E | P | GF | GC | Dif. | Clasificación |
| ---- | ---- | ---------- | ---- | -- | - | - | - | -- | -- | ---- | ------------- |
| 1    | 7    | Portugal   | 13   | 6  | 4 | 1 | 1 | 11 | 3  | +8   | Eurocopa 2000 |
| 2    | 3    | Turquía    | 13   | 6  | 4 | 1 | 1 | 12 | 5  | +7   | Play-offs     |
| 3    | 9    | Escocia    | 10   | 6  | 3 | 1 | 2 | 9  | 6  | +3   | Play-offs     |
| 4    | 1    | Dinamarca  | 10   | 6  | 3 | 1 | 2 | 10 | 8  | +2   | Play-offs     |
| 5    | 4    | Ucrania    | 10   | 6  | 2 | 4 | 0 | 6  | 4  | +2   | Play-offs     |
| 6    | 8    | Irlanda    | 10   | 6  | 3 | 1 | 2 | 6  | 4  | +2   | Play-offs     |
| 7    | 5    | Inglaterra | 7    | 6  | 1 | 4 | 1 | 4  | 0  | +4   | Play-offs     |
| 8    | 6    | Israel     | 7    | 6  | 2 | 1 | 3 | 12 | 9  | +3   | Play-offs     |
| 9    | 2    | Eslovenia  | 7    | 6  | 2 | 1 | 3 | 6  | 12 | −6   | Play-offs     |

 Fuente: 

## Partidos de Repechaje
| Equipo 1  | Agr.    | Equipo 2   | Ida | Vuelta |
| --------- | ------- | ---------- | --- | ------ |
| Escocia   | 1–2     | Inglaterra | 0–2 | 1–0    |
| Israel    | 0–8     | Dinamarca  | 0–5 | 0–3    |
| Eslovenia | 3–2     | Ucrania    | 2–1 | 1–1    |
| Irlanda   | 1–1 (a) | Turquía    | 1–1 | 0–0    |

## Clasificados
| Alemania | Bélgica | Dinamarca | Eslovenia | España | Francia |
| -------- | ------- | --------- | --------- | ------ | ------- |

| Inglaterra | Italia | Noruega | Países Bajos | Portugal | República Checa |
| ---------- | ------ | ------- | ------------ | -------- | --------------- |

|  | Rumania | Suecia | Turquía | R.F. Yugoslavia |  |
|  | ------- | ------ | ------- | --------------- |  |